# Hubertus Wandel
 (avril 2020).
Si vous disposez d'ouvrages ou d'articles de référence ou si vous connaissez des sites web de qualité traitant du thème abordé ici, merci de compléter l'article en donnant les références utiles à sa vérifiabilité et en les liant à la section « Notes et références ».
Hubertus Wandel (né le 13 décembre 1926 à Bauchwitz  et mort le 26 août 2019 à Hattgenstein) est un  architecte allemand.

## Biographie
Fills de Willy Karl Rudolf Wandel (1889-1951) et Else Martha Klara Wandel (1892-1976).
Student de Ècole supérieue polytechnique Rhénaie- Westphalie. Fortaé de Wandel Lorch architecte à Sarrebruck. À 1980 traivil avec Günther Mönke.
Membre de Association, groupe de pression et architect et asseciational Reich allemand.
Père de Rena Wandel-Hoefer et Andrea Wandel.